# Belgium's Impressions (Waignein)
Belgium's Impressions is een compositie voor harmonieorkest van de Belgische componist André Waignein uit 1972. Dit werk werd geschreven ter gelegenheid van het 50-jarig bestaan van de Harmonie Démocratique "La Mouscronnoise" uit Moeskroen.